# Alan Hunter (Leichtathlet)
Alan Hunter (Frank Alan Ritchie Hunter; * 16. November 1913 in Edinburgh; † 25. April 2002 in Perth, Australien) war ein britischer Hürdenläufer und Sprinter.
Bei den British Empire Games 1934 gewann er Gold über 440 Yards Hürden, Bronze mit der schottischen 4-mal-440-Yards-Stafette und wurde Sechster über 440 Yards.
1935 wurde er Englischer Meister über 440 Yards Hürden.
Zu Beginn des Zweiten Weltkriegs trat er in die Indian Army ein. Nach dem Krieg diente er bis 1955 in der British Army, zuletzt im Rang eines Oberstleutnants. Davor und danach arbeitete er in der Versicherungsbranche. Er wurde mit dem OBE ausgezeichnet.

## Persönliche Bestzeiten
- 400 m Hürden: 54,9 s, 26. Mai 1934, London
- 440 Yards Hürden: 55,2 s, 4. August 1934, London